# Indiens självständighetsrörelse

## Nationalism under tidigt brittiskt styre
Den brittiska perioden i Indien fram till 1857 präglades inte av något stilla accepterande av den brittiska dominansen. Mindre uppror och större oroligheter bröt med jämna mellanrum ut, bland bönder, isolerade stammar och furstestater. Många av oroligheterna motiverades av den skönsmässiga behandling den inhemska befolkningen fick av Ostindiska Kompaniets personal i landet.
Indierna beskattades av Ostindiska Kompaniet, och förutom skatterna kunde företagets representanter kräva ytterligare pengar, varor eller fria tjänster från befolkningen. Det var inte heller ovanligt att tortyr användes mot dem som protesterade. Till de mer kända upproren under denna tid hör Kolupproret 1831, Santhalupproret 1855 och Kutchupproret 1816-1832. Indiska trupper i brittisk tjänst gjorde myteri i Vellore i södra Indien 1806. 

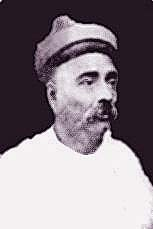
Lokmanya Tilak (1857-1920)

## Sepoyupproret
Det stora upproret av 1857 kom att bli en vattendelare i Indiens brittiska historia. Ostindiska Kompaniet förlorade därmed sin kontroll över landet, och den brittiska kronan tog direkt kontroll. Se artikel Sepoyupproret

## Nationaliströrelsen 1857-
I efterdyningarna av Sepoyupproret grundades Indiska Nationalkongressen. Organisationen, som med tiden blev Indiens ledande politiska parti, grundades företrädesvis av personer från den bildade medel- och överklassen, och en av förgrundsgestalterna var själv britt, 
Allan Octavian Hume. Upproret blev dödsstöten för Ostindiska Kompaniet, som nu ersattes av ett Indien som löd direkt under brittiska kronan som Brittiska Indien. Indien beskrevs som juvelen i kronan, och angelägna om att behålla Indien inom imperiet blev de brittiska myndigheterna i Indien positivt inställda till de indier som arbetade för måttliga reformer av samhället. 

### Nationalkongressen
Indiska Nationalkongressens första möte ägde rum i Bombay i december 1885. Under den tidiga perioden krävde Nationalkongressen inte indisk självständighet, utan bara större möjligheter för indier i samhället, och större självstyrelse i Indien. Det brittiska styret var "absolut nödvändigt för vårt nationella intresse" förklarade man. Bland de konkreta saker som krävdes fanns möjligheten för indier att bli statstjänstemän och att valda regionala församlingar skulle införas, för att följas av införandet av ett indiskt parlament. Gopal Krishna Gokhale var typisk för Nationalkongressens ledarskap från 1800-talets sista år fram till mellankrigstiden i framförandet av dylika krav. En radikalare falang gjorde sig dock påmind framåt sekelskiftet, och en kamp om Nationalkongresens inriktning blossade upp runt 1905-1908. Ledare som Lokmanya Tilak tillhörde den radikala falangen, som ville hålla en hårdare linje mot britterna.

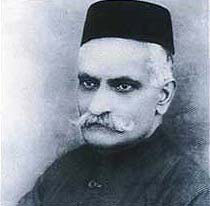
Motilal Nehru (1861-1931)

### Religiös söndring
Visionen av nationell samling för hela Indien utmanades av indiska muslimer, som inte trodde sig kunna lita på ett hinduiskt ledarskap. En del av förklaringen stod att finna i spridningen av det koloniala inflytandet i Indien. De flesta bildade och liberala indier fanns i de stora hamnstäderna, som Bombay, Madras och Calcutta. Områden med stor muslimsk befolkning däremot, var i allmänhet områden där man levde på traditionellt vis, avlägset från en modernare ekonomi. Söndringen mellan de religiösa grupperna blev dock större när en hinduisk väckelse växte sig starkare runt sekelskiftet: Nu hade muslimerna inte bara de hinduiska ekonomiska intressena att frukta, utan även de kulturella intressena. 
Intresset för gamla hinduiska texter, seder och vanor växte, och fick ny näring i vissa av de reformer som britterna genomförde i landet. 1891 lagstiftade man om en lägsta giftermålsålder på 12 år för flickor, något som konservativa hinduer inte kunde acceptera. Av tradition giftes barnen bort mycket tidigt, även om äktenskapen sedan inte fullbordades förrän puberteten inträtt. Britterna lagstiftade även om sanitära åtgärder för att få bukt med spridning av pest. Eftersom denna lagstiftning innebar bortskaffandet av sjuka eller döda kor fick detta hinduerna att reagera än värre; kon är ett heligt djur för hinduismen. När väl det religiösa intresset för kon återuppväckts, gick sedan hinduerna till angrepp på den muslimska sedvänjan att göra slaktoffer. Även om Nationalkongressens ledarskap till största delen bestod av sekulariserade hinduer, kunde man inte helt avskärma sig från den allmänna opinionen. Följaktligen bildades 1906 "Muslim League" för att organisera muslimska indier. Splittringen i nationaliströrelsen var ett faktum.

### Satyagraha
Den svåraste utmaningen mot det brittiska styret kom på 1920-talet genom Mahatma Gandhi. Han blev då medlem i Nationalkongressen, men det var hans egna olika icke-våldskampanjer som vållade problem för britterna och de moderata indiska nationalisterna. Under parollen Satyagraha manade han sina anhängare att göra motstånd mot det brittiska väldet, inte genom våldsaktioner, utan genom att vägra medverka. Ett sätt att göra detta var genom att inte köpa brittiska produkter. Man skulle inte köpa brittiskt tyg, utan väva sitt eget. Man skulle vägra köpa brittiskt salt. Gandhi fängslades upprepade gånger av myndigheterna.

### Andra världskriget
Under andra världskriget kämpade indiska soldater som tidigare i brittiska styrkor runt om i världen. Japan rekryterade ett antal av de indiska krigsfångarna till en marionettarmé, som kämpade på de japanska fronterna i Sydasien. Armén kallades "Indian National Army", och ställdes under befäl av Subhas Chandra Bose.

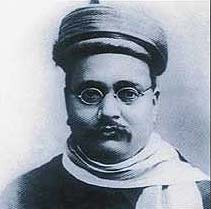
Gopal Krishna Gokhale (1866-1915)

## Anglofila krafter
Under 200 år styrdes allt större delar av den väldiga indiska halvön av Storbritannien, trots att man aldrig hade mer än en mindre personell närvaro. Detta till trots bibehölls det indiska väldet stabilt. 
Förklaringen till detta var britternas skickliga strategi där man härskade genom att söndra. Indien är ju än idag ett land där ofantligt många folkgrupper är bosatta, och där skillnaderna i levnadsnivå är enorm emellan samhällsklasserna. Britterna kunde spela ut rivaliserande furstar mot varandra, och använda sig av motsättningarna mellan kaster, religioner, samhällsklass, regional kultur och annat. När sedan en modernt utbildad medelklass växte fram bidrog denna till att bromsa självständighetssträvandena, då de välutbildade fruktade majoritetsprincipens tillämpning i ett land där större delen av befolkningen var analfabeter och mycket fattiga. En liknande fruktan kunde den gamla feodala överklassen hysa.
Till de mer kända lojalisterna hörde Sir Salar Jung, chefsminister i furstestaten i Hyderabad vid mitten av 1800-talet. Sir Syed Ahmed (född 1817) beskrev det brittiska väldet som "välgörande för den vetenskapliga moderniseringen av landet" och den brittiska närvaron i Indien som en liberaliserande faktor. Syed Ahmed motsatte sig även de tidiga, mer moderata kraven från Nationalkongressen, och var skeptisk till allmän rösträtt. Sir Ali Imam (född 1869) ansåg för sin del att indisk nationalism var fullt förenlig med lojalitet till den brittiske monarken och stolthet över det Brittiska Imperiet. Sir Sultan Muhammed Shah, (född 1875), "Aga Khan" och religiös ledare, uttalade att "om de bara ger mig tillfälle, kommer jag att ge den sista droppen av mitt blod för det brittiska imperiet".
Den mest prominente lojalisten i Indien var Sir Pherozeshah Mehta, en zoroast från Bombay. Mehta var juristutbildad i England och sedan politiskt engagerad i hemlandet, vald till Indiens lagstiftande församling 1886. Ordförande för Nationalkongressen 1889. Han besökte Storbritannien för att utöva lobbyarbete för Nationalkongressens sak, och blev tack vare sin för britterna konstruktiva inställning adlad 1902. I Indien blev han mot slutet av sitt liv en allt viktigare politisk figur. Mehta var vicerektor vid universitetet i Bombay och grundare av Indiens Centralbank 1911. Inom Nationalkongressen var Mehta ett samlande namn för lojalisterna. Han ledde angreppen mot radikaler som Tilak, vilka han beskrev som "farliga extremister".

## Självständigheten
Vid krigsslutet förlorade Winston Churchill och hans konservativa parti makten i Storbritannien. Den nya Labourregeringen under Clement Attlee gav den nye vicekungen Lord Mountbatten instruktioner att arbeta för indisk självständighet, något som också blev verklighet 1947. I sina memoarer beklagar Churchill detta, då han även efter kriget velat försöka behålla Indien under den brittiska kronan.

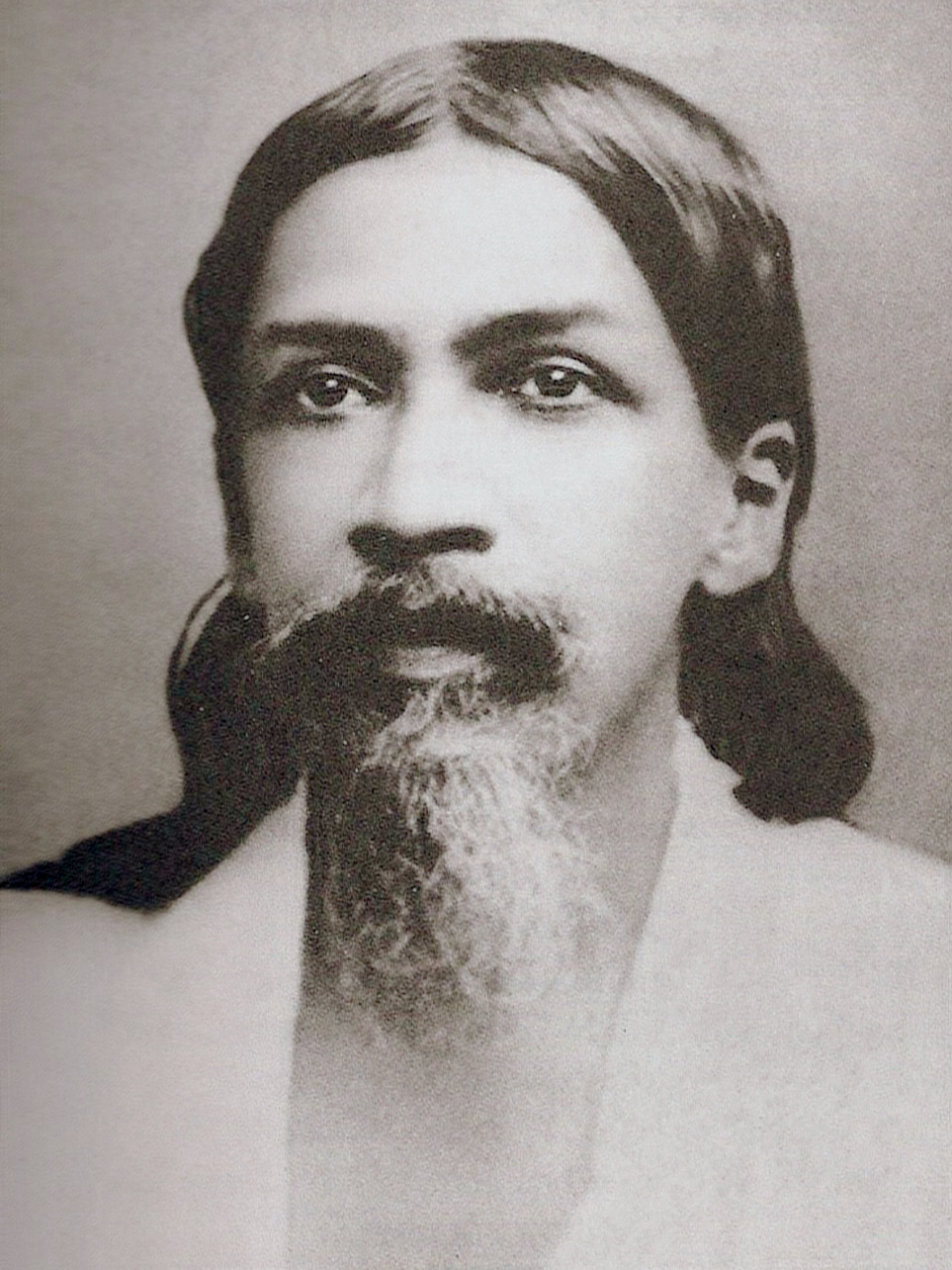
Sri Aurobindo (1872-1950)

## Viktiga personer i självständighetsrörelsen
- Sir Pherozeshah Mehta (1845-1915)
- Lokmanya Tilak (1857-1920)
- Gopal Krishna Gokhale (1866-1915)
- Motilal Nehru (1861-1931)
- Sri Aurobindo (1872-1950)
- Sarojini Naidu (1879-1949)
- Mahatma Gandhi (1869-1948)
- Jawaharlal Nehru (1889-1964)
- Mohammed Ali Jinnah (1876-1948)
- Sardar Vallabhbhai Patel (1875-1950)
- Subhas Chandra Bose (1897-1946) protysk